# Cristianesimo in Malawi
Il cristianesimo è la religione più diffusa in Malawi. Secondo i dati del censimento del 2018, I cristiani rappresentano circa il 77% della popolazione e sono in maggioranza protestanti; il 14% circa della popolazione segue l'islam; il 7% circa della popolazione segue altre religioni e il 2% circa della popolazione non segue alcuna religione. La costituzione del Malawi riconosce la libertà di religione; i diritti religiosi possono essere limitati solo quando il presidente dichiara lo stato di emergenza. Tutte le organizzazioni religiose devono registrarsi; la registrazione non è necessaria per lo svolgimento delle attività religiose, ma per l'acquisto di terreni, la conduzione di immobili e l'ottenimento di servizi come la luce e l'acqua. Nelle scuole pubbliche è previsto l’insegnamento della religione e il comitato scolastico (di cui fanno parte rappresentanti eletti dai genitori degli alunni) può decidere se scegliere corsi centrati sulla Bibbia o corsi interreligiosi con elementi sul cristianesimo, l'islam, l'induismo e la religione bahai. Le scuole private cristiane e islamiche possono offrire insegnamenti religiosi conformi alla propria fede. I missionari stranieri devono richiedere un permesso per esercitare attività religiose nel Paese.

## Confessioni cristiane presenti
La maggioranza dei cristiani del Malawi (pari a circa il 45% della popolazione) sono protestanti; i cattolici rappresentano circa il 18% della popolazione e la restante parte dei cristiani (circa il 13% della popolazione) sono cristiani di altre denominazioni.

### Chiesa cattolica
La Chiesa cattolica è presente in Malawi con 2 sedi metropolitane e 6 diocesi suffraganee. 

### Protestantesimo
In base al censimento del 2018, i principali gruppi protestanti presenti in Malawi sono presbiteriani (pari al 14% circa della popolazione); avventisti del settimo giorno e battisti del settimo giorno, raggruppati in un'unica categoria (pari a circa il 9,5% della popolazione); pentecostali (pari a circa il 7,5% della popolazione); anglicani (pari a circa il 2% della popolazione). Sono inoltre presenti battisti, metodisti e luterani. 
Le principali denominazioni protestanti presenti in Malawi sono le seguenti:
- Chiesa presbiteriana dell’Africa Centrale: è la maggiore denominazione protestante del Malawi ed è presente nel Paese con tre sinodi, rispettivamente per il nord, il centro e il sud del Malawi;[3]
- Chiesa evangelica presbiteriana del Malawi: fa parte delle Chiese riformate ed è associata alla World Reformed Fellowship;[4]
- Chiesa cristiana avventista del settimo giorno: presente nel Paese dal 1925, comprende più di 1.500 chiese e conta più di 600.000 membri;[5]
- Battisti del settimo giorno;
- Chiesa della Provincia dell’Africa centrale: fa parte della Comunione anglicana ed è presente nel Paese con 4 diocesi;
- Assemblee di Dio in Malawi, espressione dell’Assemblea Mondiale delle Assemblee di Dio;
- Convenzione battista del Malawi: conta circa 300.000 membri e fa parte dell’Alleanza mondiale battista;
- Chiesa evangelica battista del Malawi: conta circa 19.000 membri e fa parte dell’Alleanza mondiale battista;
- Chiesa metodista unita del Malawi;
- Chiesa pentecostale unita del Malawi;
- Chiesa luterana evangelica del Malawi: conta 110.000 membri e fa parte della Federazione mondiale luterana.

### Altre denominazioni cristiane
Fra i cristiani di altre denominazioni, sono presenti la Chiesa di Gesù Cristo dei Santi degli Ultimi Giorni (i Mormoni), i Testimoni di Geova e alcune Chiese indipendenti africane.